# Égitest
Égitestnek a világűrben található objektumokat nevezzük. A legtávolabbi égitesteket a Hubble űrtávcsővel figyelték meg a Nagy Medve csillagképben, távolságuk a Földtől 12 milliárd fényév. A déli félteke irányában a Tukán csillagképben is hasonló galaxisok fotói készültek, így beláthatjuk a Világegyetem egy 12 milliárd fényéves darabját.
| A Naprendszer | Naprendszeren kívüli égitestek | Naprendszeren kívüli égitestek | Naprendszeren kívüli égitestek |
| A Naprendszer | Egyszerű objektumok | Összetett objektumok | Égitestek nélküli objektumok |
| --- | --- | --- | --- |
| - Nap - Bolygók - Merkúr - Vénusz - Föld (Hold) - Mars (holdak) - Jupiter (holdak) - Szaturnusz (holdak) - Uránusz (holdak) - Neptunusz (holdak) - Törpebolygók - Pluto (holdak) - Ceres - Erisz - Makemake - Haumea - Kisbolygók - Vulcanoid család - Apohele család - Földközeli kisbolygók - Arjunnák - Aten család - Apollo család - Amor család - Más bolygósúrolók - Kisbolygóöv - Hungaria család - Phocaea család - Nysa család - Alinda család - Hilda család - Pallas család - Maria család - Koronis család - Eos család - Themis család - Griqua család - Cybele család - Thule család - Trójai és görög kisbolygók - Damocloid család - Neptunuszon túli objektumok (TNO) - Kuiper-öv - Plutínók - Kentaur típusú objektumok - Cubewanók - Twotinók - Szórt korong objektumok - Sedna - Üstökösök - Rövidperiódusú üstökösök - Hosszúperiódusú üstökösök - Későüstökösök - Oort-felhő - Meteoroidok - Meteorok - Meteorrajok | Bolygók, holdak: - Exobolygók - Nagyon forró jupiterek - Forró jupiterek - Excentrikus jupiterek - Pulzárbolygók - Forró neptunuszok - Szuperföldek - Fedési exobolygók - Csillagközi bolygók - elméleti bolygótípusok - Khthonoszi bolygók - Óceánbolygók - Szénbolygók - Kőzetbolygók - Trójai bolygók - Barna törpék - Lítiumtörpék - Metántörpék - Szub-barna törpék - Exoholdak Csillagok: - Csillagok színképtípusa - O színképtípusú csillagok - B színképtípusú csillagok - A színképtípusú csillagok - F színképtípusú csillagok - G színképtípusú csillagok - K színképtípusú csillagok - M színképtípusú csillagok - Pekuliáris csillagok - Széncsillagok - C típusú csillagok - S típusú csillagok - Shell-csillagok - Wolf–Rayet-csillagok - Pekuliáris A típusú csillagok - A típusú széncsillagok - Báriumcsillagok - P Cygni csillagok - Kék csatangolók - Csillagok luminozitási osztályai - Szubtörpe csillagok - Törpék (Fősorozati csillagok) - Szubóriás csillagok - Óriáscsillagok - Fényes óriások - Szuperóriás csillagok - Hiperóriás csillagok - Csillagok populációi - I. populációs csillagok - II. populációs csillagok - Halocsillagok - Thick disk stars - III. populációs csillagok - Csillagok fejlődése - Protocsillagok - Fiatal csillagszerű objektumok - Fősorozatbeli csillagok - Vörös óriások - Vörös szuperóriások - Kék szuperóriások - Wolf–Rayet-csillagok - Fehér törpék - Neutroncsillagok - Változócsillagok - Fontos változók - Pulzáló változócsillagok - Cefeida változók - W Virginis típusú változócsillagok - δ Scuti változócsillagok - RR Lyrae típusú változócsillagok - Mira változócsillagok - Félszabályos változócsillagok - Szabálytalan változócsillagok - β Cephei változócsillagok - α Cygni változócsillagok - RV Tauri típusú változócsillagok - Eruptív változócsillagok - Flercsillagok - T Tauri típusú változócsillagok - FU Orionis típusú változócsillagok - R Coronae Borealis típusú változócsillagok - Fényes kék változócsillagok - Kataklizmikus változócsillagok - Szimbiotikus kettőscsillagok - Törpenóvák - Nóvák - Szupernóvák - Ia típusú szupernóvák - Ib és Ic típusú szupernóvák - II típusú szupernóvák - Gammakitörések - Hosszú GRB-k - Kollapszárok - Hipernóvák - Rövid GRB-k - Sötét GRB-k - Kevésbé ismert változók - Rotációs változócsillagk - α2 CVn csillagok - Fedési kettősök - Algol típusú fedési kettősök - β Lyrae változócsillagok - W Ursae Majoris változócsillagok - Kompakt csillagok - Fehér törpék - Fekete törpék - Neutroncsillagok - Kvarkcsillagok - Magnetárok - Pulzárok - Különleges csillagok - Fekete lyukak - Mikrokvazárok - Köztes tömegű fekete lyukak - Szupermasszív fekete lyukak | - Naprendszerek - Csillagrendszerek - Kettőscsillagok - Optikai kettősök - Vizuális kettősök - Asztrometriai kettősök - Spektroszkópiai kettősök - Fedési kettősök - Ultrahideg törpekettősök - Zárt kettősök - Érintkező kettősök - Félig érintkező kettősök - Szétváló kettősök - Feloldhatatlan kettősök - Röntgen-börszterek - Hármas csillagrendszerek - Csillagcsoportosulások - Csillaghalmazok - Asszociációk - Nyílthalmazok - Gömbhalmazok - Csillagképek (konstellációk) - Aszterizmusok - Galaxisok - Galaxisrészek - Galaxishas - Galaxisküllők - Galaktikus gyűrű - Spirálkarok - Vékony korongok - Vastag korongok - Galaktikus halók - Galaktikus koronák - Csillagáramlatok - Árapály-csóvák - Galaxismorfológia - Spirálgalaxisok - Küllős spirálgalaxisok - Lentikuláris galaxisok - Elliptikus galaxisok - Gyűrűs galaxisok - Szabálytalan galaxisok - Óriás diffúz galaxisok - Óriás elliptikus galaxisok - Törpegalaxisok - Törpe szferoidális galaxisok - Ultrakompakt törpegalaxisok - Sötét galaxisok - Aktív galaxisok - Kvazárok - Blazárok - Rádiógalaxisok - Seyfert-galaxisok - Csillagontó-galaxisok - Sötét galaxisok - Galaxishalmazok - Galaxishalmaz felhők - Szuperhalmazok - Filamentek / Voids | - Akkréciós korongok - Cirkumsztelláris anyag - Porkorongok - Interplanetáris anyag - Protoplanetáris korongok - Herbig–Haro-objektumok - Csillagközi anyag - Csillagködök - Emissziós ködök - Protoplanetáris ködök - Planetáris ködök - Szupernóva-maradványok - Plerions - H II régiók - Reflexiós ködök - Sötét ködök - Molekuláris felhők - Bok-globulák - H I régiók - Intergalaktikus anyag - Kozmikus mikrohullámú háttérsugárzás - Sötét anyag - MACHO-k - WIMPek - Sötét energia |